# Пензенский государственный университет архитектуры и строительства
Пензенский государственный университет архитектуры и строительства — высшее учебное заведение в Пензе, специализирующее на подготовке специалистов в области строительства и архитектуры.

## История
Университет основан в 1958 году под названием Пензенский инженерно-строительный институт путём выделения строительного факультета Пензенского индустриального института.
Датой рождения самостоятельного строительного вуза в Пензе является 1 апреля 1958 года. В соответствии с Постановлением Совета Министров СССР №269 и Приказом №292 министра высшего образования СССР В.П.Елютина принято решение о преобразовании Пензенского индустриального института в политехнический и организации на базе строительного факультета инженерно – строительного института. Так в СССР появился 14-й вуз строительного профиля. Директором нового института был назначен Борис Петрович Иллюстров. 
Период организации инженерно – строительного института пришелся на годы индустриализации строительства. Повсеместно закладывалась база стройиндустрии. В жилищном строительстве взят курс на крупнопанельное домостроение. 
Не стала исключением и Пенза. С середины 1950-х годов в городе и области создаются высокомеханизированные новые строительные подразделения, использующие индустриальные конструкции.
Основу открывшегося вуза составили около 700 студентов строительного факультета дневной формы обучения и около 150 человек – вечерней и заочной, 5 специальных кафедр (архитектура, строительное производство, строительные конструкции, основания и фундаменты и геодезия. На указанных специальных кафедрах работало порядка 20 преподавателей, из которых 7 имели ученые степени кандидатов наук и доцентов. 
В мае 1959 года произошла смена руководства института и директором (ректором) был назначен доцент Г. И.Сильванович. 
В этот период большие усилия были направлены на создание необходимых условий для учебного процесса. Уже через 1,5 года был построен учебный корпус №2, жилой дом для профессорско – преподавательского состава и начато строительство общежития №1, для учебно – производственных практик оборудован полигон, оснащенный строительной техникой и образцами строительных конструкций.
В год десятилетия вуза произошла смена ректора и в декабре 1968 года принято решение о назначении на должность ректора кандидата технических наук Николая Александровича Маньжова. В период его руководства принято решение о строительстве учебных корпусов №3 и 4 и здания столовой. 
В июне 1972 г. Ректором института назначен кандидат технических наук Станислав Владимирович Дятков. В период его руководства вступили в эксплуатацию учебные корпуса №3 и 4, построено общежитие №3. Учебные корпуса были оформлены в единый комплекс благодаря переходам, благоустроенный вид приобрела территория института. В учебный процесс стали внедряться технические средства обучения, стали открываться лаборатории и новые кафедры, у преподавателей появилась возможность повышать квалификацию через аспирантуру. 
В 1976 году в составе института открыта специальность «Архитектура», которая уже через 2 года была выделена в самостоятельный факультет. В открытии этой специальности особенно нуждалась Пензенская область, поскольку город и районные центры интенсивно застраивались, архитекторов с высшим образованием в городе и области были считанные единицы.
В 1981 году институт возглавил кандидат технических наук Владимир Алексеевич Калинцев. Были открыты кафедры «Прикладная математика», на архитектурном факультете самостоятельный статус получили кафедры «Основы архитектурного проектирования», «Рисунок, живопись и скульптура», «Градостроительство», на строительном факультете кафедры «Технология строительного производства», на санитарно – техническом факультете кафедра «Теплотехника и теплогазоснабжение». 
К моменту 25-летия университета абсолютное большинство пензенских строительных организаций возглавили выпускники университета, что стало на тот момент одним из главных достижений вуза.
В 1985 году ректором института назначен заслуженный строитель РСФСР, кандидат технических наук Борис Георгиевич Перминов. 
Имея высокий авторитет среди пензенских строителей, а также у руководства города и области, Борису Георгиевичу удалось решить вопрос о строительстве внепланового объекта – блока обслуживания студентов. В 1990 году это здание, расположенное по ул. Беляева было введено в эксплуатацию, что позволило значительно улучшить условия занятия спортом, художественной самодеятельностью, а размещение в новых корпусах отделов библиотеки с читальным залом открыли новые возможности для учебы.  
Во время руководства Б.Г.Перминова были созданы условия преподавателям для подготовки и завершения работ над докторскими диссертациями, написания учебников, издания научных трудов.  В результате в первой половине 1990-х годов количество профессоров, докторов наук превысило два десятка. Была открыта новая специальность «Менеджмент», которая уже через 2 года была выделена в самостоятельный факультет. Заметно активизировалась издательская деятельность. С грифами Минвуза и УМО ежегодно издавалось более 10 наименований учебных пособий. С июля 1994 года впервые в институте начали обучение иностранные граждане. В этот год доктора наук, профессора Т.И.Баранова и А.П.Прошин были избраны членами – корреспондентами Российской академии архитектуры и строительных наук РААСН. Они стали первыми представителями вузовской науки в государственном академическом центре. 
К началу 1994-1995 учебного года Постановлением Правительства РФ от 12 августа 1994 г. утвержден Государственный образовательный стандарт (ГОС) высшего профессионального образования. ВУЗ, как отвечающий требованиям ГОС, был переименован в Пензенский государственный архитектурно-строительный институт и под таким названием работал 2 года (1994-1996).
К 1995 году в вузе были открыты специальности «Автомобили и автомобильное хозяйство», «Инженерная защита окружающей среды». 
В январе 1997 г. на конкурсной основе ректором академии был избран кандидат технических наук, профессор Александр Иванович Ерёмкин. 
Решениями Ученого совета в феврале-марте 1997 факультеты экономики и менеджмента и инженерной экологии преобразованы в институты, в июле 1997 образован автомобильный факультет. При академии создан фонд поддержки и развития материально – технической базы учебного процесса из спонсорских средств, а также Попечительский совет. Был расширен прием на учебы иностранных граждан. 
В 1998 – 2022 гг. открыто 5 специальностей: «Гидротехническое строительство», «Городское строительство и хозяйство», «Организация и безопасность движения», «Информационные системы», «Стандартизация и сертификация». Были достигнуты успехи в подготовки научно – педагогических кадров, улучшен кадровый состав преподавателей, сделан прорыв в издательской деятельности, развитии научных исследований, укреплении международных связей, открыты новые советы по защите докторских диссертаций. Заметно вырос авторитет вуза как культурно – просветительского центра. Разработки ученых академии неоднократно экспонировались на международных и всероссийских выставках. Вуз все чаще становится базой проведения всероссийских мероприятий по проблемам образования и науки. Академия, одна из первых в России, реализовала инновационный образовательный проект, создав Университетский учебный комплекс, получивший статус Федеральной экспериментальной площадки МО РФ.  Значительно вырос авторитет академии как культурно-массового центра Пензы. По результатам областных конкурсов «Студенческая весна» и КВН студенты вуза всегда оказывались в числе постоянных лауреатов и победителей. Далеко за пределы вуза вышли и достижения спортсменов.
Активизировалась деятельность институтов, факультетов, кафедр, подразделений, преподавателей и сотрудников академии помогло введение в 2002 г. рейтинговых показателей по основным направлениям работы вуза. В результате этого академия в 2002 г. в группе двадцати строительных вузов России заняла 4-е место. 
По многим показателям академия стала соответствовать статусу университета, и решением Коллегии и в соответствии с приказом Минобразования РФ №1267 от 28.03.2003 г. академии присвоен статус университета. 
В 2008 году вузу исполнилось 50 лет. К этой дате университет подошел с хорошими результатами по всем направлениям деятельности. 
По итогам рейтинговой оценки за 2007 год ПГУАС вошел в тройку лучших строительных вузов.

## Университет сегодня
Помимо основного профиля, ПГУАС также представляет специальности, связанные с информационными технологиями, землеустройством, технологиями наземного транспорта, экономикой и дизайном. В ПГУАС обучение осуществляется по программам бакалавриата, магистратуры, специалитета и аспирантуры. На 2023 год в составе университета находятся 4 института и 5 факультетов.
Программы университета подразумевают обучение как за счёт бюджетных средств, и так и на коммерческой основе.
ПГУАС заключил ряд договоров с иностранными и международными организациями по вопросам образования и науки, в том числе с Узбекистаном, Казахстаном, Израилем, Азербайджаном, Арменией, Китаем и Республикой Беларусь. Международная аккредитация ВУЗа отсутствует. Кроме того, партнёрами университета являются многочисленные строительные, финансовые и производственные организации региона. 
В строительном университете функционирует общественное объединение «Союз иностранных студентов», который создан в 2012 году. Также создан иностранный студенческий строительный отряд. Состав обучающихся ежегодно меняется в зависимости от международной обстановки и охватывает представителей всех континентов мира. 
На базе университета функционируют программы дополнительного образования для студентов (секции, клубы и т.д.), а также программы переподготовки кадров и курсы повышения квалификации.

## Институты
- Инженерно-строительный институт (ИСИ)
- Институт инженерной экологии (ИИЭ)
- Институт экономики и менеджмента (ИЭиМ)
- Автомобильно-дорожный институт(АДИ)

## Факультеты
- Архитектурный факультет(АФ)
- Технологический факультет (ТФ)
- Факультет управления территориями (ФаУТ)
- Факультет заочного и открытого образования (ФЗОО)
- Факультет дополнительного профессионального образования (ФДПО)
- Факультет довузовской подготовки (ФДП)

## Направления подготовки
- Архитектурный факультет
  -     - Бакалавриат

  - 07.03.01 Архитектура
  - 07.03.04 Градостроительство
  - 54.03.01 Дизайн
  - 35.03.10 Ландшафтная архитектура
    - Магистратура

  - 07.04.01 Архитектура
- Инженерно-строительный институт
  -     - Бакалавриат

  - 08.03.01 Строительство
  - 09.03.02 Информационные системы и технологии
    - Специалитет

  - 08.05.01 Строительство уникальных зданий и сооружений
    - Магистратура

  - 08.04.01 Строительство
  - 09.04.02 Информационные системы и технологии
- Институт инженерной экологии
  -     - Бакалавриат

  - 20.03.01 Техносферная безопасность
    - Магистратура

  - 20.04.01 Техносферная безопасность
- Институт экономики и менеджмента
  -     - Бакалавриат

  - 38.03.10 Жилищное хозяйство и коммунальная инфраструктура
  - 38.03.01 Экономика
  - 38.03.02 Менеджмент
  - 38.03.03 Управление персоналом
    - Магистратура

  - 38.04.02 Менеджмент
- Факультет управления территориями
  -     - Бакалавриат

  - 21.03.02 Землеустройство и кадастры
    - Магистратура

  - 21.04.02 Землеустройство и кадастры
- Технологический факультет
  -     - Бакалавриат

  - 27.03.01 Стандартизация и метрология
  - 35.03.02 Технология лесозаготовительных и деревообрабатывающих производств
    - Магистратура

  - 27.04.01 Стандартизация и метрология
  - 27.04.02 Управление качеством

- Автомобильно-дорожный институт
  - Бакалавриат

- - 23.03.01 Технология транспортных процессов
  - 23.03.03 Эксплуатация транспортного - технологических машин и комплексов
    - Магистратура

  - 23.04.01 Технология транспортных процессов
  - 23.04.03 Эксплуатация транспортного - технологических машин и комплексов

В университете обучается более 6 тысяч студентов. В университете работает 43 кафедры, из них 23 выпускающих. ПГУАС входит в пятерку лучших строительных вузов России.

## Руководство
Ректоры
- Борис Петрович Иллюстров (01.04.1958 - 05.1959)
- Г.И.Сильванович (05.1959 - 12.1968)
- Николай Александрович Маньжов (12.1968 - 06.1972)
- Станислав Владимирович Дятков (06.1972 - 1981)
- Владимир Алексеевич Калинцев (1981 - 1985)
- Борис Георгиевич Перминов (с 1985 по 1997 гг.)
- Александр Иванович Ерёмкин (с 1997 по 2010 гг.)
- Юрий Петрович Скачков — (с 2010 по 2019 гг.)
- Сергей Александрович Болдырев — с 19 мая 2020 года.